# Bourguignons (Aube)
Bourguignons és un municipi francès situat al departament de l'Aube i a la regió del Gran Est. L'any 2007 tenia 280 habitants.

## Demografia

### Població
El 2007 la població de fet de Bourguignons era de 280 persones. Hi havia 113 famílies de les quals 24 eren unipersonals (8 homes vivint sols i 16 dones vivint soles), 40 parelles sense fills, 45 parelles amb fills i 4 famílies monoparentals amb fills.
La població ha evolucionat segons el següent gràfic:
Habitants censats

### Habitatges
El 2007 hi havia 136 habitatges, 112 eren l'habitatge principal de la família, 9 eren segones residències i 14 estaven desocupats. Tots els 134 habitatges eren cases. Dels 112 habitatges principals, 96 estaven ocupats pels seus propietaris, 15 estaven llogats i ocupats pels llogaters i 1 estava cedit a títol gratuït; 3 tenien dues cambres, 5 en tenien tres, 22 en tenien quatre i 82 en tenien cinc o més. 100 habitatges disposaven pel capbaix d'una plaça de pàrquing. A 47 habitatges hi havia un automòbil i a 60 n'hi havia dos o més.

### Piràmide de població
La piràmide de població per edats i sexe el 2009 era:
| Homes | Edats   | Dones |
| ----- | ------- | ----- |
| 0     | 95 o +  | 0     |
| 0     | 90 a 94 | 0     |
| 0     | 85 a 89 | 0     |
| 4     | 80 a 84 | 0     |
| 8     | 75 a 79 | 8     |
| 4     | 70 a 74 | 8     |
| 4     | 65 a 69 | 8     |
| 4     | 60 a 64 | 8     |
| 4     | 55 a 59 | 0     |
| 12    | 50 a 54 | 8     |
| 8     | 45 a 49 | 8     |
| 16    | 40 a 44 | 12    |
| 8     | 35 a 39 | 8     |
| 12    | 30 a 34 | 12    |
| 12    | 25 a 29 | 16    |
| 0     | 20 a 24 | 16    |
| 12    | 15 a 19 | 8     |
| 4     | 10 a 14 | 8     |
| 16    | 5 a 9   | 8     |
| 16    | 0 a 4   | 4     |

## Economia
El 2007 la població en edat de treballar era de 183 persones, 130 eren actives i 53 eren inactives. De les 130 persones actives 123 estaven ocupades (64 homes i 59 dones) i 7 estaven aturades (5 homes i 2 dones). De les 53 persones inactives 28 estaven jubilades, 11 estaven estudiant i 14 estaven classificades com a «altres inactius».

### Ingressos
El 2009 a Bourguignons hi havia 104 unitats fiscals que integraven 270 persones, la mediana anual d'ingressos fiscals per persona era de 18.915 €.

### Activitats econòmiques
Dels 11 establiments que hi havia el 2007, 1 era d'una empresa extractiva, 3 d'empreses de fabricació d'altres productes industrials, 1 d'una empresa d'hostatgeria i restauració, 1 d'una empresa financera, 2 d'empreses immobiliàries, 1 d'una entitat de l'administració pública i 2 d'empreses classificades com a «altres activitats de serveis».
Dels 2 establiments de servei als particulars que hi havia el 2009, 1 era una perruqueria i 1 restaurant.
L'any 2000 a Bourguignons hi havia 8 explotacions agrícoles.

## Poblacions més properes
El següent diagrama mostra les poblacions més properes.